# جائزة الصين الكبرى 2018
جائزة الصين الكبرى 2018 هو سباق فورمولا 1 أقيم بتاريخ 15 أبريل 2018 في حلبة شانغهاي الدولية، الصين. كان الثالث من أصل 21 في بطولة العالم لسباقات الفورمولا واحد موسم 2018.

## الترتيب النهائي
|         | الترتيب | السائق        | النقاط |
| ------- | ------- | ------------- | ------ |
|         | 1       | سباستيان فيتل | 54     |
|         | 2       | لويس هاملتون  | 45     |
|         | 3       | فالتيري بوتاس | 40     |
| 3       | 4       | دانيل ريكاردو | 37     |
|         | 5       | كيمي رايكونن  | 30     |
| المصدر: |         |               |        |